# Эверс-Суинделл, Джорджина
Джорджина Эверс-Суинделл (англ. Georgina Emma Buchanan Evers-Swindell; 10 октября 1978, Хейстингс, Новая Зеландия) — новозеландская гребчиха (академическая гребля), многократная чемпионка и призёр Чемпионата мира по академической гребле 2001-03, 2005-07 года; двукратная золотая чемпионка в парном заплыве Летних Олимпийских игр 2004 и 2008 года. Выступала в паре со своей сестрой — Кэролайн Эверс-Суинделл.

## Биография
Джорджина Эверс-Суинделл родилась 10 октября 1978 года в Хейстингс, Новая Зеландия. Старшая из сестёр-близнецов. Обучалась в школе Рудольфа Штайнера в Хейстингсе. В 16 летнем возрасте в след за своей сестрой Кэролайн была вызвана в состав сборной Новой Зеландии. После окончания школы вместе со своей сестрой покидают родной город и переезжают в Крайстчерч, где начинают тренироваться под руководством олимпийского чемпиона по гребле 1972 года в Мюнхене — Гари Робертсона. Спустя два сезона сёстры прекращают тренировки с ним и переезжают в Гамильтон. Начинают обучение в Университете Уаикато и тренируются на озере Карапиро под руководством тренера — Дика Тонкса (серебряный чемпион по академической гребле на Летних Олимпийских игр 1972 года в Мюнхене).
На протяжении всей карьеры Джорджину, ровно как и её сестру, преследовали профессиональные травмы, среди которых повреждение туннельных каналов на запястьях, что повлекло за собой хирургическое вмешательство. Все эти факторы сыграли немало важную роль в принятии решения о завершении профессиональной карьеры. Об этом событии сёстры объявили в 2008 году. Через год в январе 2009 году Джорджина вышла замуж на гребца — Сэма Эрла.

### Олимпийские выступления
Дебютными олимпийскими соревнованиями для Джорджины стали Летние Олимпийские игры 2004 года в Афинах. В финальном заплыве двоек, вместе с Кэролайн, с результатом 7:01.79 их пара завоевала золотую медаль, опередив соперников из Германии (7:02.78 — 2-е место) и Великобритании (7:07.58 — 3-е место).
Следующая золотая медаль в активе сестёр Эверс-Суинделл была добыта на Летних Олимпийских играх 2008 года в Пекине. В финальном заплыве двоек Джорджина и Кэролайн с результатом 7:07.32 завоевали золотую медаль, опередив соперников из Германии (7:07.33 — 2-е место) и Великобритании (7:07.55 — 3-е место).